# Ermita de San Antonio (Almazora)
La ermita de San Antonio situada en el cruce del Camino al Mar y el Caminás de Sant Antoni, en el término municipal de Almazora (provincia de Castellón, España) fue construida en el siglo XVII en estilo barroco.  En 1998 se incluyó como Bien de Relevancia Local, dentro del Inventario General del Patrimonio Cultural Valenciano de la Generalidad.
Este edificio consta de una fachada con dos arcos que abren un estrecho vestíbulo, donde hay dos puertas, la de la ermita y la de la casa del ermitaño. La fachada antiguamente estaba lucida y pintada al igual que las alquerías del término y la restauraron en el año 1984. 
La ermita está rematada con espadaña y cúpula. La antigua campana dedicada a María, de 1716, fue depositada en el ayuntamiento en el año 1976, y se puso en lugar otra con fecha de inscripción Julio año 1976. 
En el retablo del altar mayor hay pintado un san Antonio Abad; pero la imagen central a quien está dedicada la ermita es a san Antonio de Padua. Aparte de este hay dos altares laterales, dedicados a san José y otro a la Virgen del Carmen; también tiene el coro elevado.

## Historia
La fecha de la construcción de la ermita es desconocida, pero se utiliza la fecha de datación de la campana original de 1716 para dar una fecha aproximada a su realización a inicios del siglo XVIII. El primer documento escrito que la menciona es el Diccionario de Madoz de 1845-1850.
Almazora experimentó un crecimiento demográfico considerable en el siglo XVIII, pasando de unos 800 habitantes a unos 4500 habitantes a finales del siglo. Esto llevó a la necesidad de ampliar el núcleo urbano, con la instalación de nuevas viviendas fuera de la antigua muralla. También, se produjo una gran inversión pública por el aumento de la economía, llevando a la construcción y ampliación de distintas iglesias. Las manifestaciones religiosas eran una parte importante de la vida social, ya que el pueblo tenía un fuerte sentido religioso.
La ermita está dedicada al culto de san Antonio de Padua, uno de los santos católicos más populares. San Antonio de Padua, cuyo verdadero nombre fue Fernando de Bulhôes, nació en Lisboa en el año 1195 e ingresó en la Orden de san Agustín ya de muy joven. También fue en misionero África, aunque pasaría poco tiempo allí ya que tuvo que volver tras enfermar, recalando en Sicilia durante su viaje de vuelta. En Italia conoció a san Francisco e ingresó en la Orden Franciscana, tomando el nombre de Antonio. Padua fue la ciudad donde vivió durante gran parte de su vida, y fue famoso por sus dotes oratorias y misioneras.

## Descripción
A pesar de que se data en el siglo XVIII y es de estilo barroco, su última restauración ha dejado al descubierto la piedra y los ladrillos con que se materializan los muros y arcos del exterior. Se estima que originalmente estaría toda revocada y pintada con los colores típicos de la arquitectura rural valenciana, de blanco o azul. Las alquerías del término también eran de estos colores, de manera que la ermita quedaba integrada en su entorno. También se estima que su construcción se haya realizado a partir de la ampliación de una antigua alquería, debido a las señales que se ven en su fachada.

### Exterior
En el exterior, la ermita consta de una fachada porticada, con dos arcos de medio punto sobre los que se abren dos vanos con dos balcones. En la parte superior cuenta con una cornisa y está finalmente rematada por espadaña y cúpula. Entre los arcos resalta en el muro exterior un marco de cerámica con la imagen de la Virgen del Carmen. La zona porticada forma un pequeño vestíbulo con dos placas enfrentadas; una de ellas es de piedra y se sitúa entre los arcos, mientras que la placa de la fachada es de cerámica. Ambas placas mencionan el año de la restauración, posiblemente el fin de esta. Dentro de la zona porticada encontramos dos puertas, la de la ermita y la de la casa del ermitaño, que hizo durante años la función de taberna. También desde el exterior, podemos ver los contrafuertes de detrás, el tejado a dos aguas cubierto de teja y la cúpula.

### Interior
En el interior encontramos una iglesia sencilla de vuelta de cañón y arcos fajones. En el altar mayor hay un retablo, sobre el que se alza la cúpula sobre pechinas. El retablo cuenta con una representación de un San Antonio Abad, decorado con estuco de cornisas, molduras y mármoles fingidos. Sin embargo, la imagen central y a quien está dedicada la ermita es San Antonio de Padua, imagen escultórica encontrada en un nicho.
A los lados entre los contrafuertes se sitúan las dos capillas con las que cuenta la iglesia, una dedicada a San José y la otra a la Virgen del Carmen. La estructura de la ermita se completa con un coro elevado situado a los pies de la iglesia, sobre el porche exterior.

## Campana
La campana original de 1716 está dedicada a María, tiene 40 cm de diámetro y pesa aproximadamente 37 kg. En 1976, se depositó en el vestíbulo del Ayuntamiento y fue sustituida por una nueva campana del siglo XX.
La campana que encontramos ahora, la de 1976, cuenta con dos grupos de dos cordones al tercio. En el medio tiene una cruz y la marca de fábrica: “FUNDICION / DE / SALVADOR MANCLUS / C. INDUSTRIA, 27 / VALENCIA”. También en el medio hay una inscripción incisa que fue añadida cuando ya estaba fundida: “SAN ANTONIO / JULIO AÑO 1976”. Finalmente, tiene tres cordones en el medio pie.
Está instalada en la espadaña con un yugo que combina el hierro sin cabezal. Está dotada de cigoñal y cadena y tiene un badajo ligado pero no reforzado.

## Fiestas populares
La ermita forma parte de las fiestas dedicadas a su patrón, San Antonio de Padua. En origen se cuenta que la tarde de la fiesta se realizaban reuniones de amigos y vecinos, con bailes y porrates a lo largo de toda la partida. Después, se asistía a la misa solemne y cantada y a la procesión del santo venerado. Además, todo esto estaba acompañado de tenderetes que estaban arreglados a lo largo del camino, con una gran variedad de vendedores de productos típicos de la fiesta: cohetes, caramelos, dulces, vinos, pasteles…
En la actualidad, la ermita se abre al culto durante los meses de verano y la fiesta del santo se celebra hacia el primer domingo de agosto, con la reunión de los habitantes de la partida.

## Galería de Imágenes

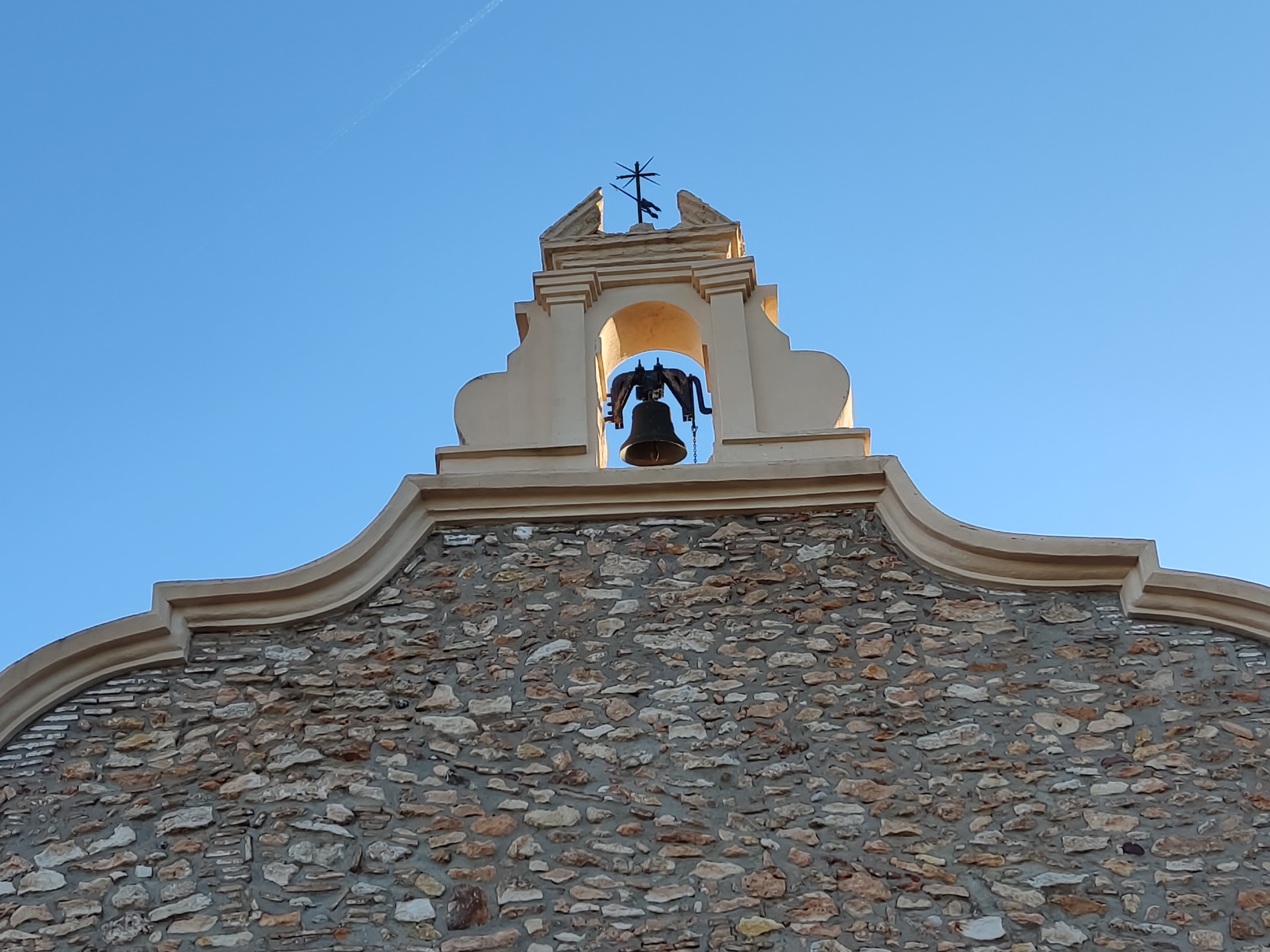
Vista de la Campana
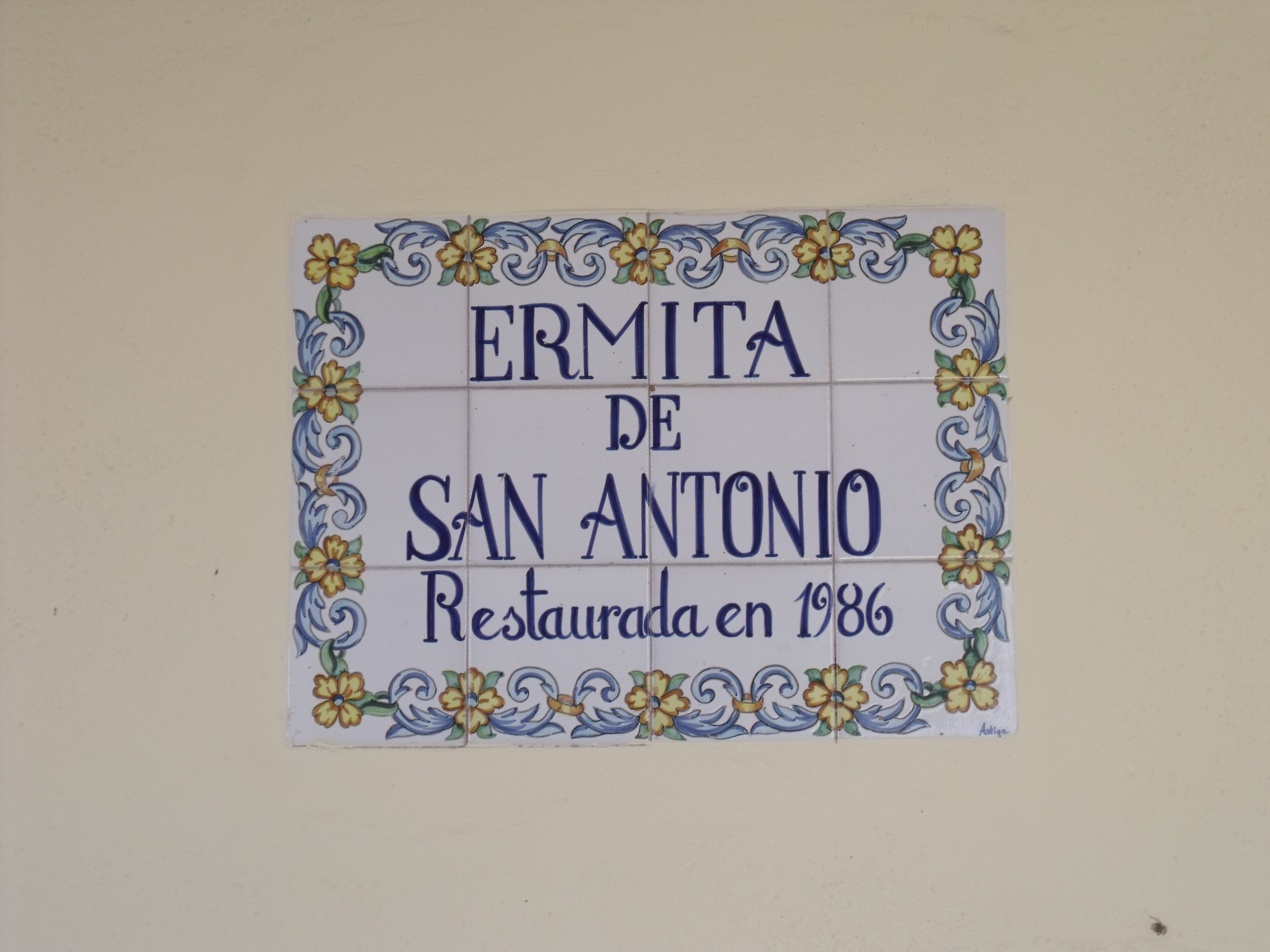
Cerámica conmemorativa de la restauración de la Ermita
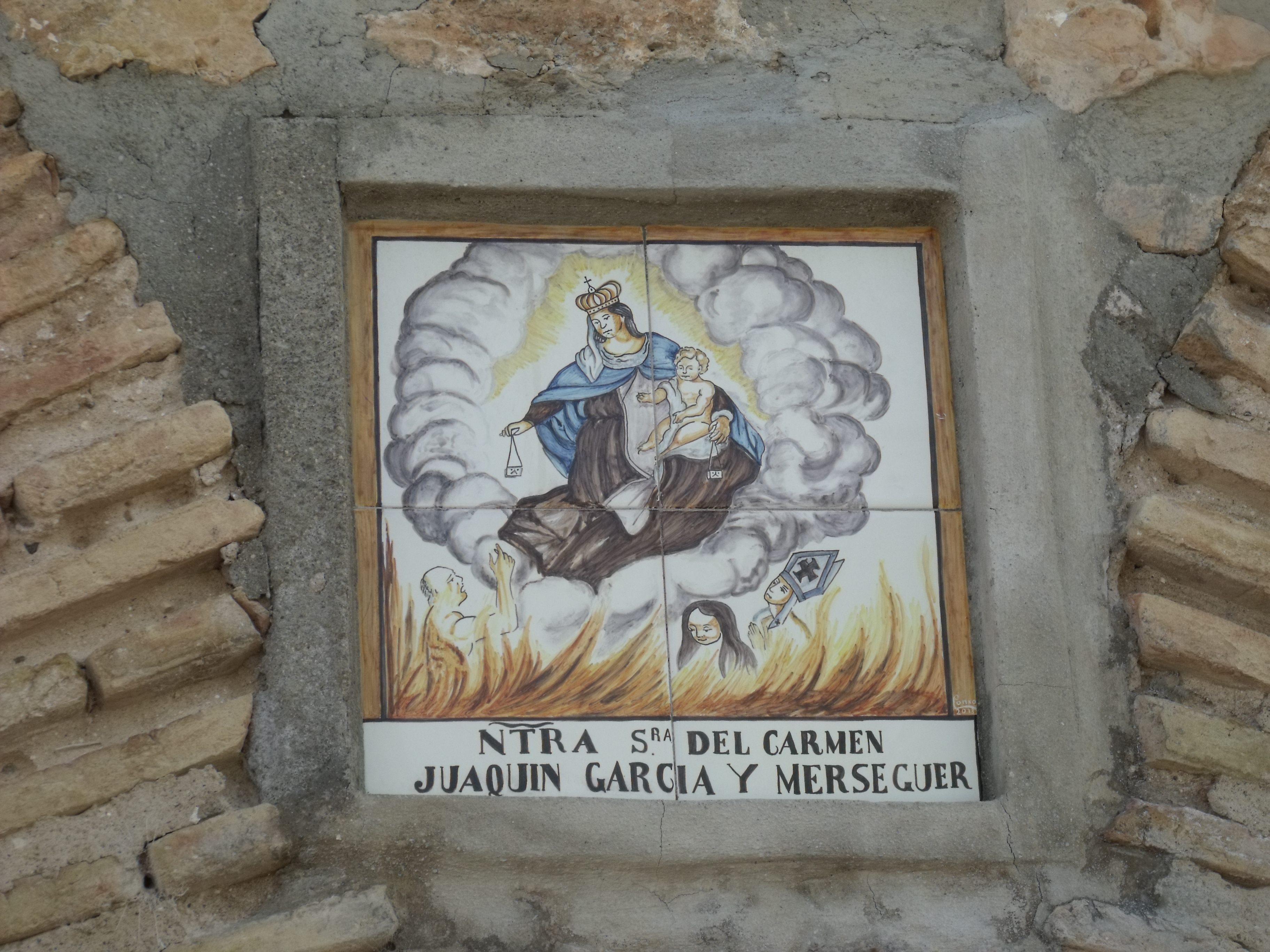
Cerámica dedicada a la Virgen del Carmen
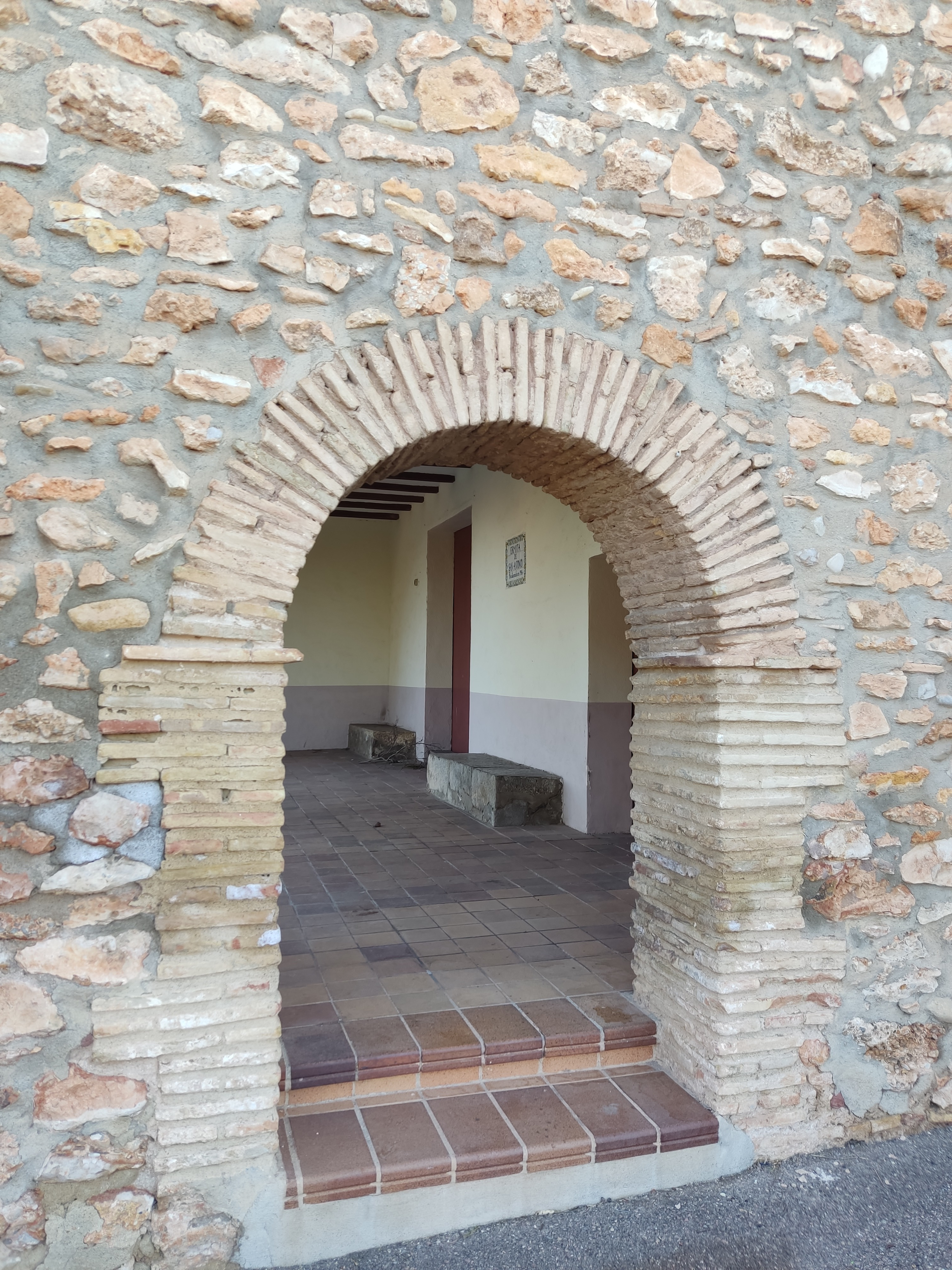
Vista del arco de acceso lateral al pórtico
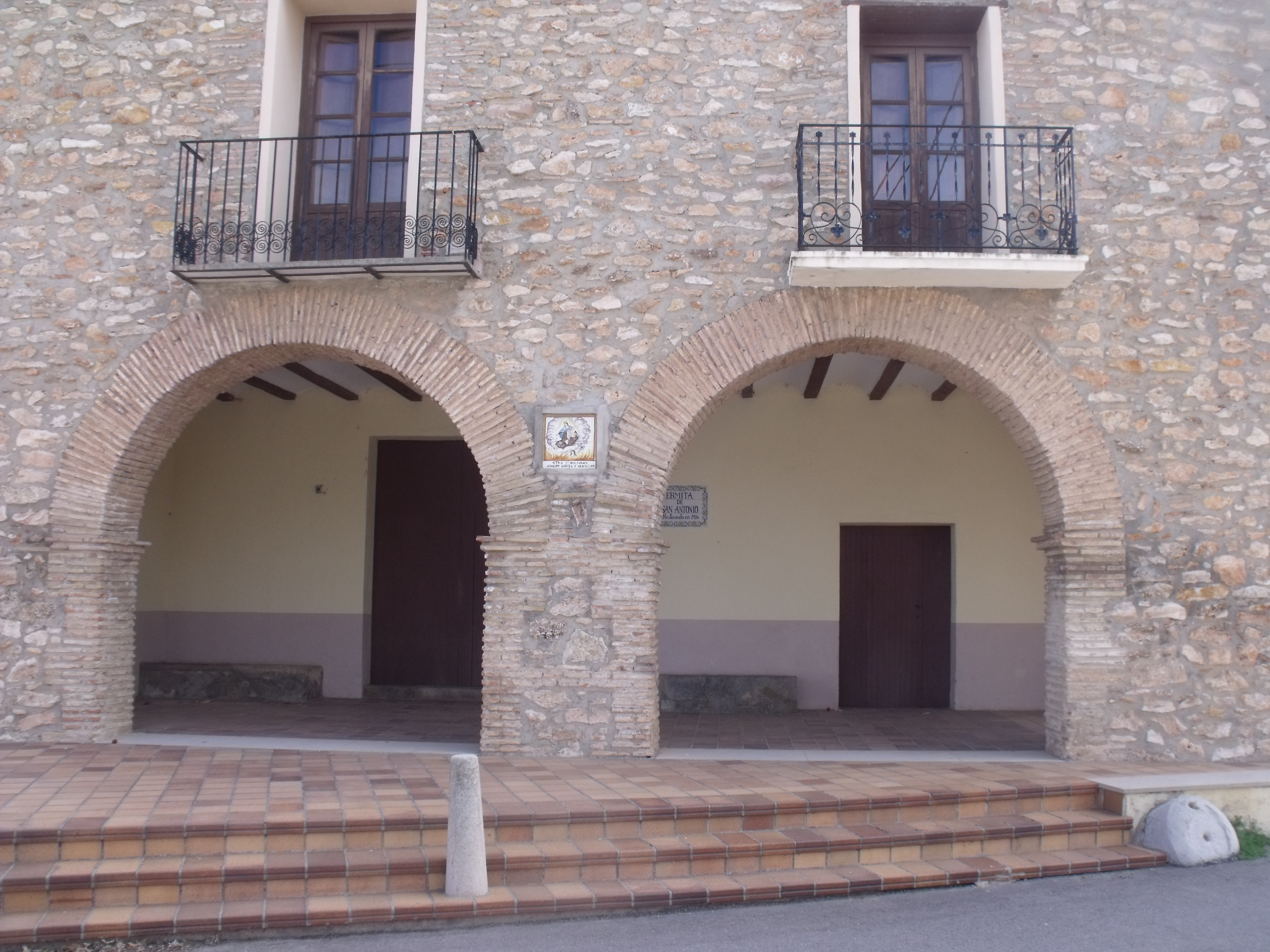
Doble arcada de la fachada de la Ermita
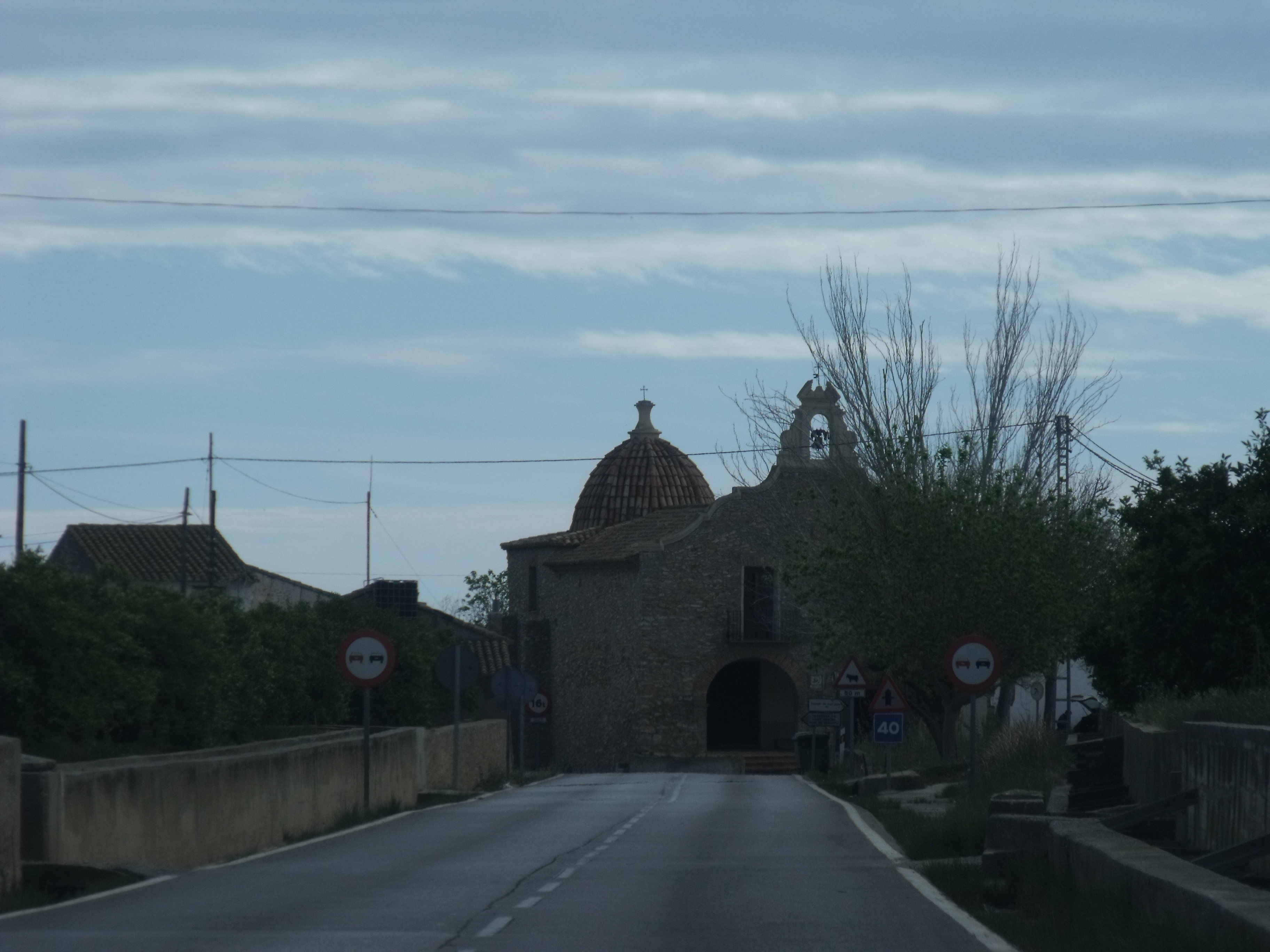
Vista de la Ermita desde el camino, se aprecia la cúpula